# Circolo Nautico Posillipo
El Circolo Nautico Posillipo és un club poliesportiu italià al barri de Posillipo de la ciutat de Nàpols, a la Campània.
Es va fundar el 1925 amb el nom de Circolo Nautico Giovinezza. S'hi practiquen esports nàutics i aquàtics, a més d'esgrima, tennis i triatló.

## Palmarès en waterpolo
- Lliga de Campions
  - Campions (3): 1996-97, 1997-98, 2004-05
- Copa LEN
  - Campions (1): 2014-15
- Recopa d'Europa
  - Campions (2): 1987-88, 2002-03
- Supercopa d'Europa
  - Campions (1): 2005
  - Finalistes (2): 1988, 2015
- Campionat italià: 
  - Campions (11): 1985, 1986, 1988, 1989, 1993, 1994, 1995, 1996, 2000, 2001, 2004
- Copa italiana: 
  - Campions (1): 1987